# Cyperus onerosus
Cyperus onerosus là loài thực vật có hoa trong họ Cói. Loài này được M.C.Johnst. mô tả khoa học đầu tiên năm 1964.